# 2129 Cosicosi
2129 Cosicosi è un asteroide della fascia principale. Scoperto nel 1973, presenta un'orbita caratterizzata da un semiasse maggiore pari a 2,1805214 UA e da un'eccentricità di 0,1738851, inclinata di 5,52010° rispetto all'eclittica.
Fa parte della famiglia di asteroidi Flora.
Come riportato dal Minor Planet Center, il nome Cosicosi è dedicato alla caratterizzazione italiana dell'indifferenza.